# Plusiodonta aborta
Plusiodonta aborta là một loài bướm đêm trong họ Noctuidae.